# خراب ملطية (755)

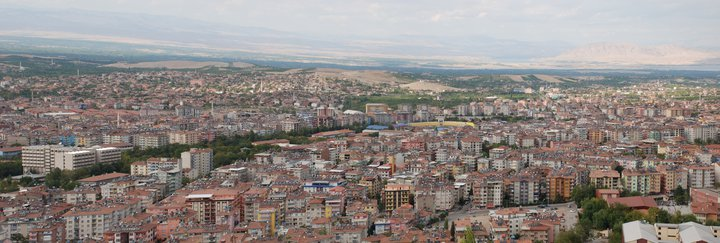
صورة حديثة لمدينة ملطية، أحد ثُغور الإسلام في العصور الإسلاميَّة المُبكرة (تقع في تركيا المُعاصرة)

خراب ملطية (138هـ / 755م) هو الهجوم الذي شنه قسطنطين الخامس، ملك الروم، على مدينة ملطية، حيث تمكن من دخول المدينة عنوة، وقهر أهلها، وهدم سورها. ورغم ذلك، أظهر قسطنطين تسامحًا تجاه المقاتلين وسكان المدينة، فعفا عنهم وخرج من أرضهم. ردًا على هجوم الرُّوم على ملطية وتخريب سورها، قامت الخلافة العباسية بشن حملة صيفية بقيادة العباس بن مُحمَّد، برفقة صالح بن علي وعيسى بن علي. كان الهدف من هذه الحملة هو الرد على الهجمات المتكررة التي شنتها قوات الروم. انتهى صالح بن علي من إعادة بناء سور ملطية وتحصينها في سنة 139هـ / 756م. بعد تحصين ملطية، قاد العباس بن محمد وصالح بن علي غزوة صيفية أخرى انطلقت من درب الحدث، فتوغلا في أرض الرُّوم، ثم انضم إليهما جعفر بن حنظلة المرهاني في حملةٍ أخرى. وفي نفس السنة، جرى الفداء بين دولة الخلافة ومملكة الرُّوم، إذ افتدى المنصور أسرى المسلمين من قاليقلا وغيرها، وأعاد بناء وتحصين المدينة، وغيرها من مناطق الثُّغور الإسلاميَّة.

### فهرس المنشورات
1. ↑  ابن الأثير (2005)، ص. 797-798.

### معلومات المنشورات كاملة
الكتب مرتبة حسب تاريخ النشر
- ابن الأثير الجزري (2005)، الكامل في التاريخ، مراجعة: أبو صهيب الكرمي، عَمَّان: بيت الأفكار الدولية، ص. 789، OCLC:122745941، QID:Q123225171